# Can Flixer
Can Flixer és una masia del poble de Bigues, en el terme municipal de Bigues i Riells, a la comarca catalana del Vallès Oriental.
Està situada a llevant del Rieral de Bigues, a l'esquerra del Tenes i a ponent de la urbanització de Can Barri. Queda a tocar i al nord-oest de Can Pruna Vell, a llevant de Can Vilanou i al nord de Can Valls.
És una construcció moderna, dels segles xix i xx.
Està inclosa a l'«Inventari de patrimoni cultural» i en el Catàleg de masies i cases rurals de Bigues i Riells.